# Gerd Honsik
Gerd Honsik (1941-2018) was een Oostenrijkse antisemitische auteur.
Hij werd veroordeeld omdat hij meedeed aan de extreemrechtse aanslagen in de jaren 1960, die georganiseerd werden door de NDP. Hij schreef het boek "Hitler innocent?"
- Gemeinsame Normdatei: 1075236215
- International Standard Name Identifier: 0000 0000 6672 5507
- Library of Congress Control Number: no2006040419
- Nationale Bibliotheek van Israël: 987007262699605171
- Virtual International Authority File: 306117774
- WorldCat: E39PBJqQBhgB7cwVv3P7F6Pmh3